# Apartadero Ingeniero Cappa
El Apartadero Ingeniero Cappa es un desvío/apartadero, antigua estación ferroviaria del ramal ferroviario que une la mina de carbón de Río Turbio con el puerto de Punta Loyola, cerca de Río Gallegos, en el departamento Güer Aike de la Provincia de Santa Cruz (Argentina). Se trata de una estación de vía libre, donde las locomotoras realizaban la toma de agua. Existe un campamento de mantenimiento de la vía. El apartadero permite el cruce de trenes con doble vía
La estación se inauguró en el año 1951. En sus inicios esta estación recibió el nombre de La Sofía por la estancia del mismo nombre que se encuentra en las cercanías.  El nombre actual le fue otorgado en honor de Atilio Cappa, responsable de la construcción de esta línea férrea y otros ramales en la Argentina, e ingeniero principal de los Ferrocarriles del Estado. 
La estación forma parte del Ramal Ferro-Industrial de Río Turbio, que une la mina de Río Turbio, en la Cordillera de los Andes y cercana al límite con Chile, con el puerto de Punta Loyola, en cercanías de Río Gallegos. Se trata de un ramal de trocha angosta (750 mm) perteneciente a YCF (Yacimientos Carboníferos Fiscales, actual YCRT) y funciona actualmente sólo para el transporte de carbón.